# Insula Okinawa
Insula Okinawa (沖縄本島 Okinawa-hontō?, de asemenea 沖縄島 Okinawa-jima; Limba okinawană: 沖縄/うちなー Uchinaa; dialectul Kunigami: ふちなー Fuchinaa)}}, este o insulă în arhipelagul Ryukyu. Administrativ, insula face parte din prefectura Okinawa în Japonia.